# Hibou des marais
Asio flammeus · Hibou brachyote
Espèce
Répartition géographique
Statut de conservation UICN

 LC  : Préoccupation mineure
Statut CITES

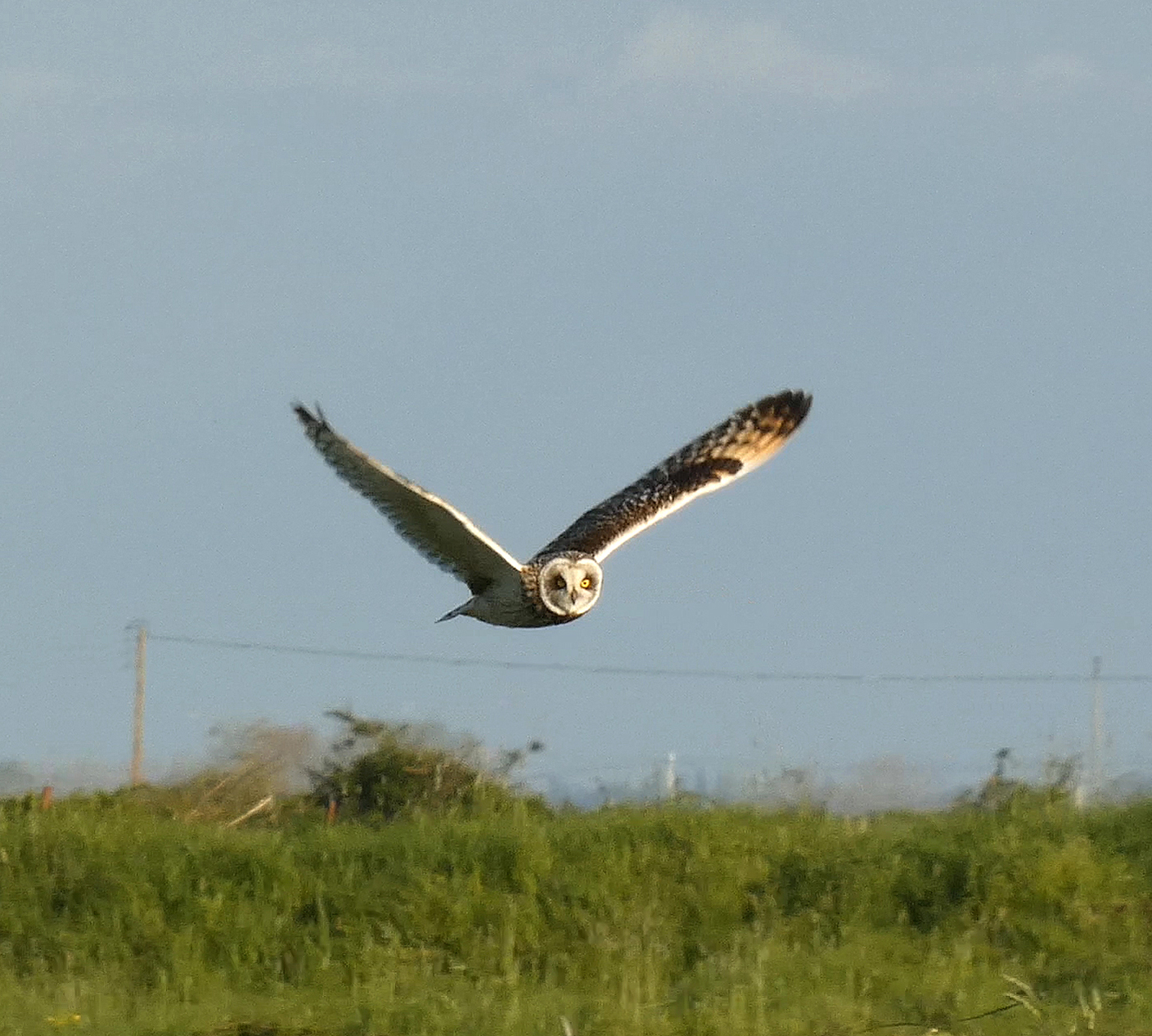
En chasse dans le Marais breton (France).

Le Hibou des marais ou Hibou brachyote (Asio flammeus) est une espèce de rapaces de la famille des Strigidae.

## Description
Les Hiboux des marais présentent un léger dimorphisme sexuel. En effet, les mâles sont plus petits et moins lourds que les femelles. De plus, les mâles sont un peu plus clairs que les femelles.
La tête du Hibou des marais porte des aigrettes peu visibles faites de plumes allongées. Ses yeux sont jaunes, entourés de deux disques faciaux blancs et sont bordés de noir, ce qui les fait ressortir. Son plumage est brun à jaune-roux rayé de brun-noir sur le dessus, tandis que des flammèches sombres parsèment le poitrail. Le Hibou des marais possède de longues ailes et une courte queue, rayées de sombre. Le bec et les serres sont cendrés. Son plumage lui permet de se camoufler à la perfection avec l'écorce des arbres.

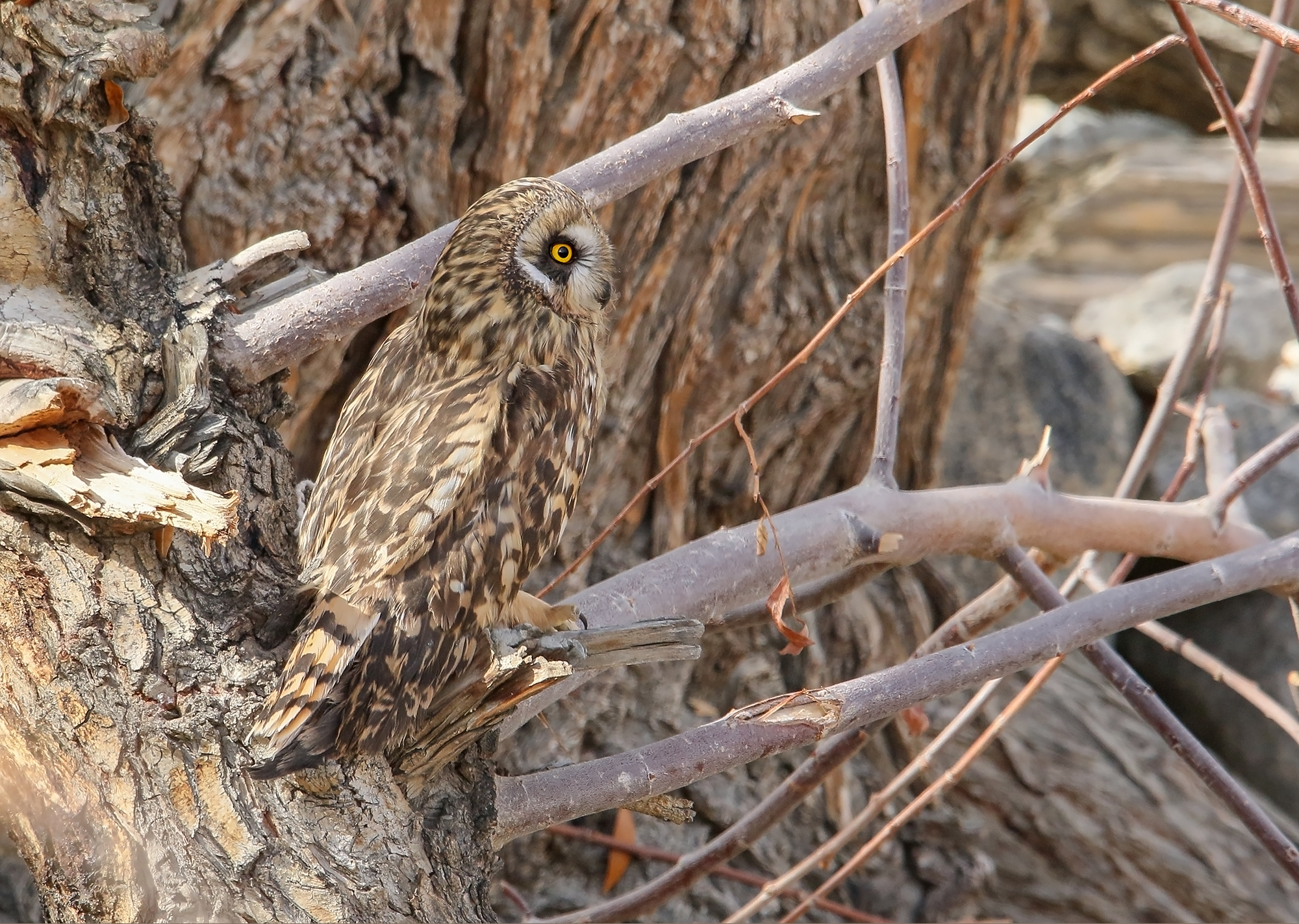
Un Hibou des marais camouflé.

Ce hibou mesure généralement entre 33 et 43 cm de longueur (c'est-à-dire à peu près autant qu'un Hibou moyen-duc).
Les mâles pèsent généralement entre 300 et 430 g, tandis que les femelles entre 350 et 500 g. L'envergure est généralement comprise entre 95 et 107 cm,.

### Longévité
Ce hibou vit jusqu'à 12 ans en nature. Cependant, certains individus peuvent vivre plus d'une vingtaine d'années.

## Écologie et comportement
Le plus souvent, le Hibou des marais est considéré comme un strigidé aux mœurs crépusculaires, c'est-à-dire qu'on le rencontre généralement au crépuscule ainsi qu'à l'aube, de même que durant les journées nuageuses et parfois aussi en plein soleil. Ce qui fait dire, de la part de différents auteurs, que ce rapace est un hibou aux mœurs diurnes plutôt que nocturnes. Cependant, on peut aussi l'observer en pleine nuit un peu partout mais surtout dans les anciennes coupes forestières avoisinantes.

Le plus souvent, il est aperçu alors qu'il chasse en vol, à quelques mètres au-dessus des herbes des terres non-cultivées, en plein jour ou au crépuscule. Son vol est léger et peut changer de style selon « ses humeurs ». Tantôt, il évolue de façon sensiblement erratique, basculant doucement d'un côté puis sur l'autre, puis une autre fois, il se déplace de manière plutôt rectiligne. En vol, il peut être facilement confondu avec le Hibou moyen-duc qui, surtout en période de nidification, peut chasser en plein jour, particulièrement dans l'heure précédant le coucher du soleil.

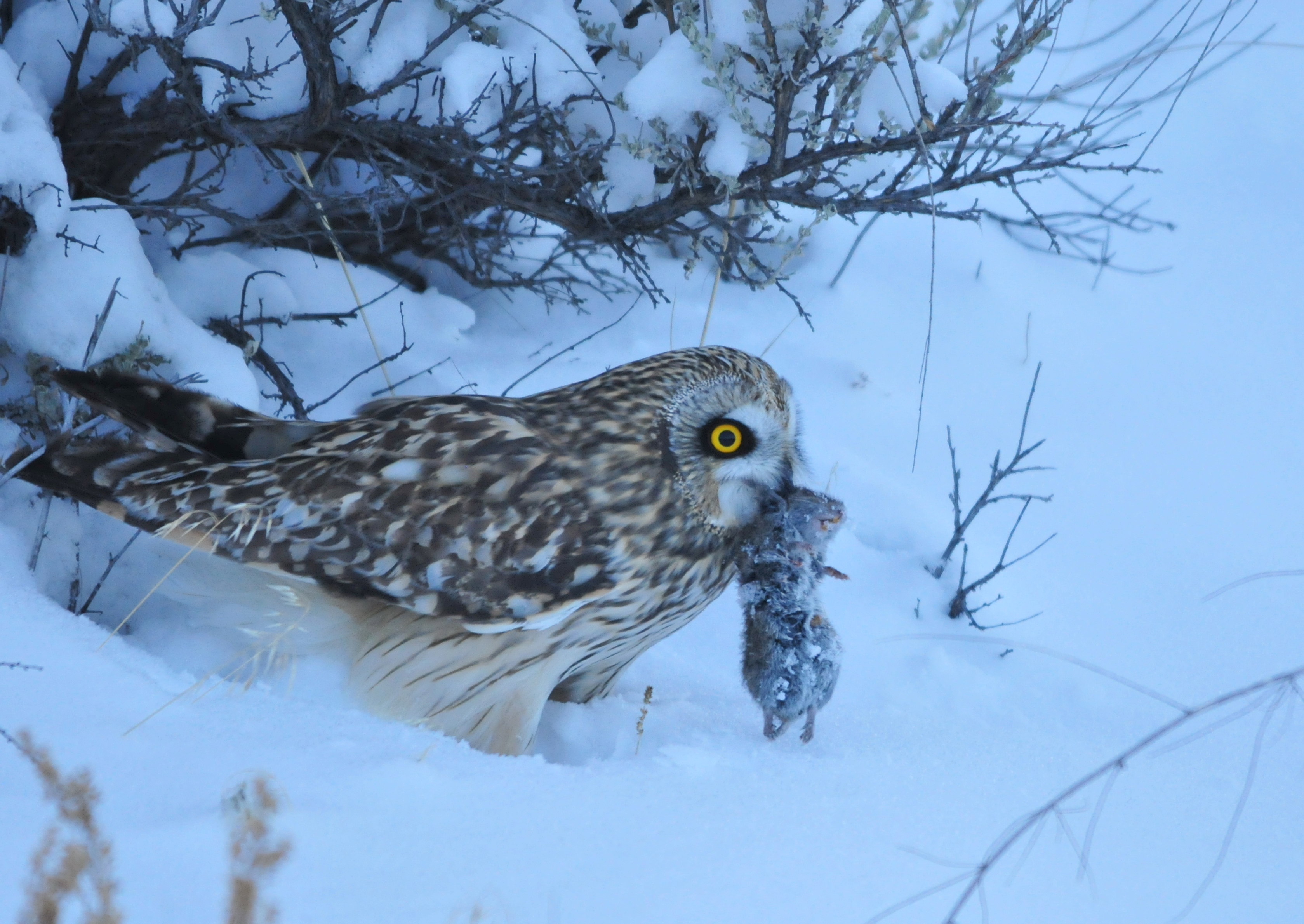
Un Hibou des marais portant en son bec un rongeur.

### Alimentation
Sa nourriture est à 90 % constituée de campagnols des champs, puis de petits rongeurs (rats et souris), rarement d'oiseaux, de chauves-souris, de lézards et de serpents et parfois de quelques insectes. Cette alimentation permet de dératiser naturellement les zones où le Hibou des marais est présent.
Il chasse le jour en évoluant au ras du sol, ou perché sur un poste de guet d'où il guette ses proies pour ensuite se jeter dessus, les serres en avant. Au sol, il avale entièrement sa proie, tête la première. Il vole à une hauteur généralement comprise entre 50 centimètres et 2 mètres au-dessus du sol, son vol est relativement lent.

Le Hibou des marais, comme tous les oiseaux, possède un organe nommé le gésier. Ce gésier permet de trier ce qui est bon pour le hibou de ce qui ne l'est pas. Ainsi, les os et poils des proies ingérées sont recrachés sous forme de pelotes de réjection. Les pelotes de réjection mesurent environ 48 mm de long pour 22 mm de diamètre.

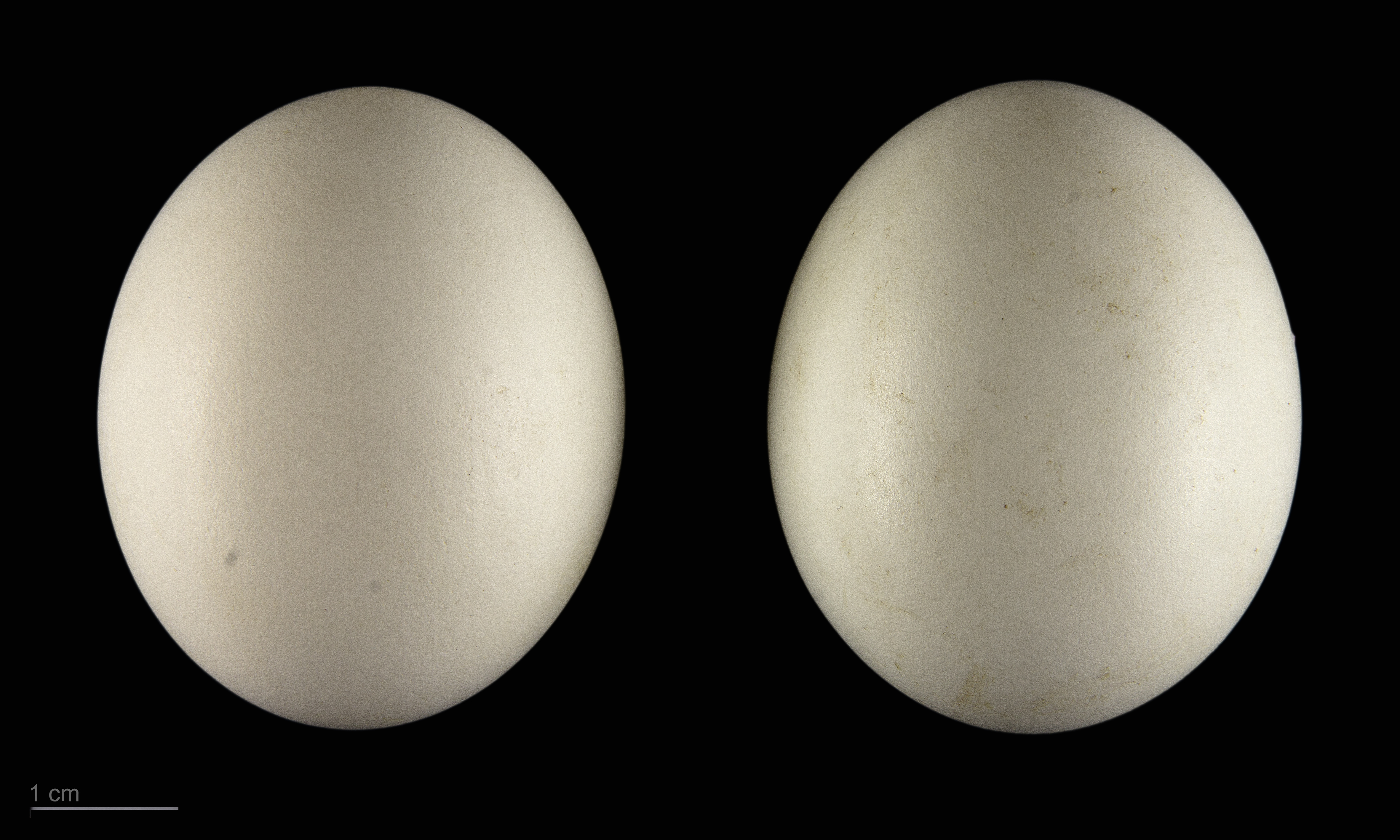
Œufs dAsio flammeus flammeus - Muséum de Toulouse.

### Reproduction
Il atteint sa maturité sexuelle vers la fin de sa première année (du mois de mars au mois de mai). Le mâle effectue des vols de parade circulaires au-dessus de son territoire tout en poussant des appels nuptiaux pour attirer la femelle. Il lui arrive de monter à plus de 200 mètres d'altitude à la fin de sa parade nuptiale. Après l'accouplement, le couple bâtit le nid à même le sol en creusant une cuvette qu'il garnit d'herbes sèches, de brindilles, etc. Parfois, le nid peut être tout simplement obtenu par le tassement de la végétation sous le corps de l'oiseau.

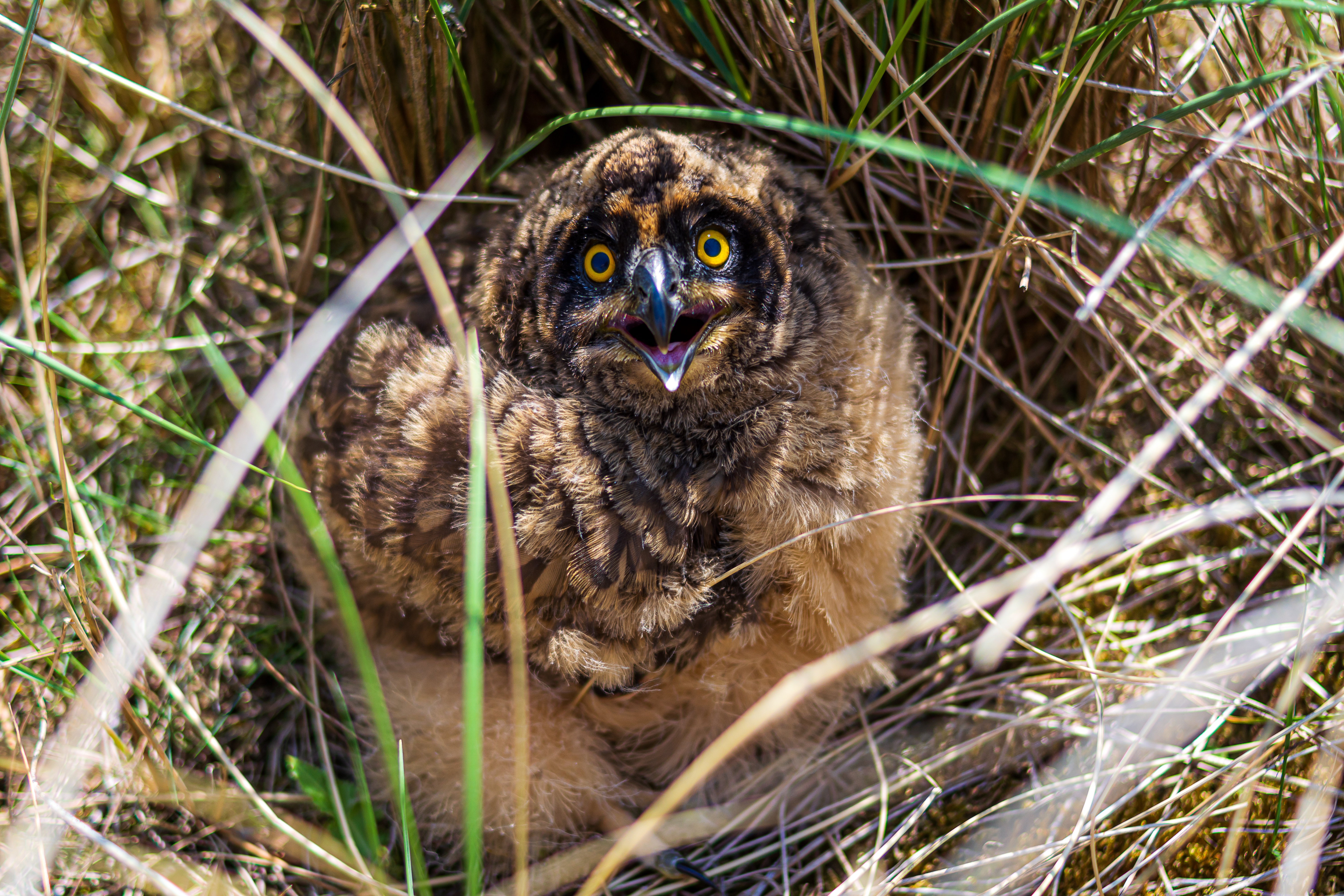
Un Hibou des marais juvénile.

Les pontes s'effectuent de mars à juin. 4 à 7 œufsqui ont pour dimensions 35 à 45 mm X 29 à 33 mm[réf. nécessaire]. Ils sont blanc mat pur. Les œufs sont pondus de façon échelonnée (1 œuf toutes les 48 heures environ), ce qui fait que le premier œuf pondu éclora 48 heures avant le deuxième œuf pondu, qui lui-même éclora 48 heures avant le troisième et ainsi de suite. Les premiers poussins qui naissent obtiennent le plus de nourriture. Ainsi, si la nourriture n'abonde pas assez, ce sera le poussin le plus jeune qui mourra de faim.
Les années où abondent les rongeurs, la femelle peut pondre jusqu'à 14 œufs mais cela reste rare. Elle commence à couver dès le premier œuf, ce qui fait que les petits éclosent successivement au bout de 3 à 4 semaines. Le mâle monte la garde aux alentours, et apporte la nourriture à toute la famille. Il lui arrive aussi, occasionnellement, de couver les œufs. À la naissance, les jeunes Hiboux des marais pèsent environ 16 g. Les petits hiboux commencent à s'éloigner du nid dès leur 12e jour afin de réduire la durée durant laquelle ils sont vulnérables, car nichant au sol. Ils prennent leur envol vers leur 4e semaine, lorsque leur plumage est complet.

## Répartition et habitat
C'est l'une des rares espèces de hibou dont la répartition est quasiment mondiale. Répandu dans presque toute l'Europe, les individus migrateurs du Grand Nord vont hiverner dans les pays plus chauds l'hiver. Les individus du sud sont erratiques. En France, on estime sa population entre 40 et 120 couples sur la période 2013 - 2018, les populations fluctuent beaucoup d'année en année. 
Il fréquente surtout les terrains découverts, les plaines, les prairies humides, les endroits boueux et les tourbières. Cet habitat est partagé à la fois par le Hibou des marais et le Hibou moyen-duc. Malheureusement, la population du Hibou des marais a dramatiquement chuté à travers le monde entier au cours des dernières décennies.

Bien que le Hibou des marais soit considéré comme nicheur et migrateur, quelques individus hivernent irrégulièrement, bien que les observations de Hiboux des marais durant la période hivernale demeurent plutôt rares. En général, il arrive début avril et nous quitte l'automne naissant[réf. souhaitée].

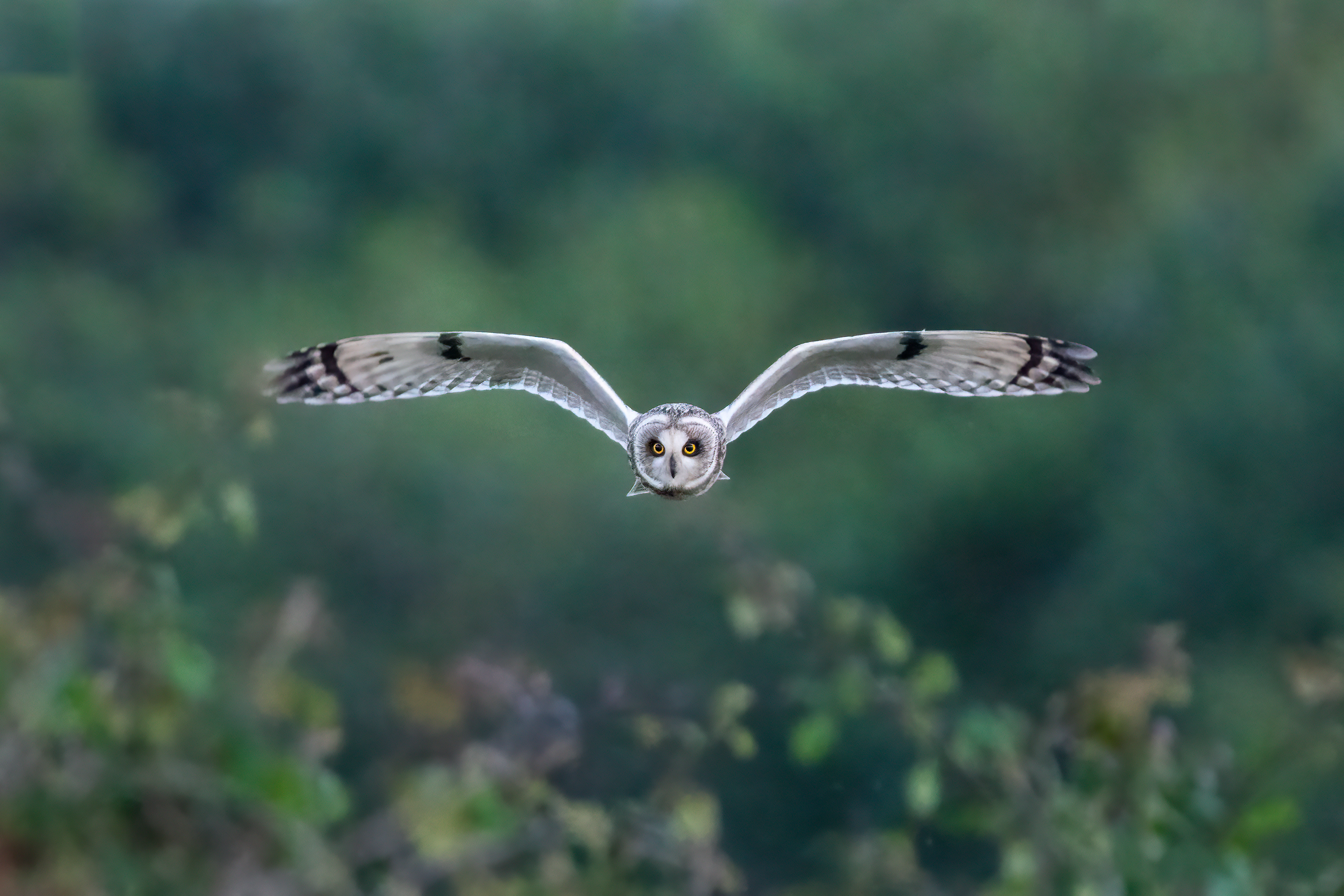
Un Hibou des marais en vol, à Ria Formosa, au Portugal. Décembre 2020.

## Sous-espèces
D'après la classification de référence du Congrès ornithologique international (v. 14.1), le Hibou des marais possède 11 sous-espèces (ordre phylogénique) :
- Asio flammeus flammeus (Pontoppidan, 1763) ;
- Asio flammeus cubensis (Garrido, 2007) ;
- Asio flammeus domingensis (Müller, PLS, 1776) ;
- Asio flammeus portoricensis (Ridgway, 1882) ;
- Asio flammeus bogotensis (Chapman, 1915) ;
- Asio flammeus galapagoensis (Gould, 1837) ;
- Asio flammeus pallidicaudus (Friedmann, 1949) ;
- Asio flammeus suinda (Vieillot, 1817) ;
- Asio flammeus sanfordi Bangs, 1919) ;
- Asio flammeus sandwichensis (Bloxam, A, 1827) ;
- Asio flammeus ponapensis (Mayr, 1933).

## Le Hibou des marais et l'humain

### Étymologie
Le nom vernaculaire de l'espèce précise son habitat, les marais. C'est également le cas en allemand et en italien. En anglais, c'est la chouette à oreilles courtes. Le terme hibou brachyote est aussi employé, il vient du grec brachus (court) et ôtos (oiseau de nuit pourvu d'oreilles) pour parler des aigrettes de l'espèce qui sont effectivement courtes. Ce terme a donc la même signification que le terme anglais.
Le nom scientifique de l'espèce, Asio flammeus vient du latin asio ou axio, terme utilisé par Pline pour désigner le hibou cornu ; flammeus signifie en latin de flamme, renvoyant à son plumage fauve pâle. 

### Menaces
Outre les prédateurs naturels des Hiboux des marais tels que les gros rapaces diurnes (pygargues à tête blanche, faucons gerfaut, buses à queue rousse, etc.), les chiens, les renards et les corbeaux qui, parfois, volent leurs œufs, de nombreux Hiboux des marais se font percuter par des voitures, ce qui leur est fatal. Les collisions avec les avions ne sont pas non plus rares. L'agriculture intensive, l'altération des lieux de nidification et la destruction des zones humides perturbent l'habitat des Hiboux des marais et sont donc des menaces pour l'espèce. En effet, on estime que, entre 1960 et 1990, près de la moitié des zones humides de France métropolitaines ont disparu. Ces zones humides sont pourtant très propices aux oiseaux.

### Protection
Le Hibou des marais bénéficie d'une protection totale sur le territoire français depuis l'arrêté ministériel du 17 avril 1981 relatif aux oiseaux protégés sur l'ensemble du territoire. Il est inscrit à l'annexe I de la directive Oiseaux de l'Union européenne. Il est donc interdit de le détruire, de le mutiler, de le capturer ou de l'enlever, de le perturber intentionnellement ou de le naturaliser, ainsi que de détruire ou enlever les œufs et les nids, et de détruire, altérer ou dégrader son milieu. Qu'il soit vivant ou mort, il est aussi interdit de le transporter, de le colporter, de l'utiliser, de le détenir, de le vendre ou de l'acheter.